# Borek Noakowski
Borek Noakowski – część wsi Średnie Duże w Polsce położona w województwie lubelskim, w powiecie zamojskim, w gminie Nielisz.
W latach 1975–1998 Borek Noakowski należał administracyjnie do województwa zamojskiego.
Wierni Kościoła rzymskokatolickiego należą do parafii św. Jana Chrzciciela w Stawie Noakowskim.